# Ндиайе, Сибет
Сибе́т Ндиайе́ (фр. Sibeth Ndiaye; род. 13 декабря 1979, Дакар) — французский политик сенегальского происхождения, член партии «Вперёд, Республика!», официальная представительница правительства (2019—2020).

## Биография
Родилась 13 декабря 1979 года в Дакаре — столице Сенегала. Отец — Фара Ндиайе, активист Сенегальской демократической партии. Мать, сенегальский политик Мирей Ндиайе (урождённая Бреннер), имела смешанное африканско-немецкое происхождение, была внучкой немецкого колониального администратора Ганса-Георга фон Дёринга, управлявшего немецкой колонией Тоголенд до её завоевания британскими войсками.
В 1995 году подростком приехала во Францию и поступила в парижский лицей Монтэнь, где получила степень бакалавра наук. Затем изучала политическую философию в университете Париж Дидро и получила диплом DESS по экономике здравоохранения в университете Париж 1 Пантеон-Сорбонна. Участвовала в студенческом движении, в 2002 году вступила в Социалистическую партию.
В 2007 году окончила университет, в 2008 начала профессиональную карьеру в пресс-службе генерального совета департамента Сен-Сен-Дени, в 2010 возглавила её. В 2009 году заняла в партии пост национального секретаря по вопросам детства, в 2012 году возглавила пресс-службу в аппарате министра экономики Арно Монтебура, а после его отставки сохранила свою должность при его преемнике — Эмманюэле Макроне. В сентябре 2016 года ушла из министерства и возглавила пресс-службу движения Вперёд, Республика!.
Натурализована во Франции в 2016 году.
12 июня 2018 года Ндиайе получила широкую известность в результате скандала: она опубликовала видео, в котором содержались высказывания президента Макрона, воспринятые общественностью как оскорбительные по отношению к бедным, на которых государство тратит много денег. Между тем, уже 14 июня для Елисейского дворца был куплен новый сервиз якобы за 50 тыс. евро, хотя, по мнению газеты «Канар аншене» его реальная стоимость составляла порядка 500 тысяч.
31 марта 2019 года в ходе организованных президентом Макроном и премьер-министром Филиппом кадровых перестановок Сибет Ндиайе назначена государственным секретарём при премьер-министре, официальным представителем правительства.
6 июля 2020 года после отставки премьер-министра Филиппа сформировано правительство Кастекса, в котором Ндиайе не получила никакого назначения, а новым официальным представителем правительства назначен Габриэль Атталь.
24 июля 2020 года вошла в состав «Национальной комиссии по талантам», созданной под председательством активиста промакронистского движения Жан-Марка Борейо в структуре партии «Вперёд, Республика» для формирования на местах корпуса способных молодых кадров.